# Godofredo II de Bretaña
Godofredo II de Bretaña nació en Londres, el 23 de septiembre de 1158, y murió en París el 19 de agosto de 1186. Era el cuarto hijo varón de Enrique II de Inglaterra, duque de Normandía y conde de Anjou, y de su esposa Leonor de Aquitania. Fue duque de Bretaña en nombre de su prometida Constanza de Bretaña.
El duque de Bretaña Conan IV sustrajo el poder a su tutor Eon de Porhoët gracias al apoyo del rey de Inglaterra. Pero esta rivalidad, así como la intervención de Enrique II, provocaron las rebeliones sucesivas de muchos de sus vasallos, dirigidos por Eon y los príncipes de León. Proclamado duque en 1156, tuvo que abdicar en 1166 cuando Enrique II invadió Bretaña y, a la cabeza de una armada, asoló las villas insurrectas. Para controlar mejor la Bretaña, Enrique II comprometió a dos niños: su hijo Godofredo (13 años), y la heredera Constanza (10 años), hija de Conan IV. Enrique II se hizo nombrar regente del ducado hasta la mayoría de edad de Godofredo.

## Muerte
El matrimonio de Godofredo y Constanza se llevó a cabo en julio de 1181, pero el poder efectivo de Godofredo fue breve porque falleció accidentalmente durante un torneo en el que participó, en París (Francia) —donde se había refugiado tras haberse rebelado contra su padre, el rey Enrique II—, el 19 de agosto de 1186, a los 28 años de edad. Fue enterrado en la Catedral de Notre Dame. Tuvo tiempo, sin embargo, de ordenar la redacción, por una asamblea de juristas (1185), de un texto jurídico, Assise au Comte Geoffroy, mediante el cual trataba de limitar la división de los grandes feudos, lo que le valió el favor de los barones.

## Descendencia
De su matrimonio nacieron 3 hijos:
- Leonor (n. 1182 - m. presa en el castillo de Bristol, 12 de agosto de 1241), pretendiente a la sucesión del ducado a la muerte de su hermano, pero fue encarcelada por orden de su tío Juan Sin Tierra hasta su muerte.

- Matilde (n. 1185 - m. hacia 1189).

- Arturo I (hijo póstumo), Nantes, 29 de marzo de 1187 - m. asesinado, Ruan, 3 de abril de 1203), sucesor de su padre en el ducado y pretendiente al trono de Inglaterra.

## Legado
El nuevo rey de Inglaterra, Ricardo Corazón de León, continuó con la política paterna de sujeción de la Bretaña y apresó a la duquesa en 1197 en Carhaix. Los bretones reaccionaron y derrotaron a su armada, motivo por el cual Arturo I de Bretaña fue confiado al rey de Francia, Felipe Augusto, a fin de garantizar su seguridad.

## Descripciones

### En literatura
Godofredo II de Bretaña es un personaje principal de la obra El león en invierno (1966) de James Gordman y de la novela Devil’s Brood (2008) de Sharon Kay Penman. Es mencionado en las tragedias The Troublesome Reign of King John (anonymo, c.1589), El Rey Juan (1593-1596) de William Shakespeare y King John de Richard Valpy, el poema Le petit Arthur de Bretagne à la tour de Rouen (1822) de Marceline Desbordes-Valmore, el drama Arthur de Bretagne (1885) de Louis Tiercelin y las novelas Lionheart (2011) y A King’s Ransom (2014) de Sharon Kay Penman, y en el segundo volumen de la trilogía Le Château des Poulfenc (2009) de Brigitte Coppin.

### En teatro y televisión
Godofredo fue representado por John Castle en la película El león en invierno (1968) y por John Light en la versión TV (2003). Fue representado también por Austin Somervell (Godofredo niño) y Martin Neil (Godofredo adulto) en la serie dramática de la BBC The Devil's Crown (1978).
| Predecesora: Constanza de Bretaña | Duque de Bretaña Con Constanza de Bretaña 1181-1186 | Sucesora: Constanza de Bretaña |